# Ormosia defrenata
Ormosia defrenata är en tvåvingeart som beskrevs av Alexander 1948. Ormosia defrenata ingår i släktet Ormosia och familjen småharkrankar. Inga underarter finns listade i Catalogue of Life.